# Premio José Sacristán
El Premio José Sacristán es un galardón cinematográfico otorgado anualmente por la Semana de Cine de Melilla a una personalidad destacada del cine español. Originalmente denominado Premio Ciudad de Melilla, el nombre fue cambiado en 2017 en honor al actor José Sacristán, quien fue el primer galardonado con esta nueva denominación.

## Historia
El premio fue instaurado en 2009 como parte de la programación de la Semana de Cine de Melilla, un evento que busca promover la cultura cinematográfica en la ciudad autónoma. A partir de 2017, con la IX edición del festival, el galardón adoptó el nombre de Premio José Sacristán en reconocimiento a la trayectoria del actor y su contribución al cine español.

## Premios vigentes

### Premios al cine español
Ganadores
- 2017: José Sacristán[1]
- 2018: Aitana Sánchez-Gijón[3]
- 2019: Marisa Paredes[4]
- 2020: Miguel Rellán[5]
- 2021: Mónica Randall[6]
- 2022: Daniel Gúzman[7]
- 2023: María Barranco y Fernando Méndez-Leite[8]
- 2024: Juan Echanove[9]
- 2025: Adriana Ozores[10]